# Trox Group

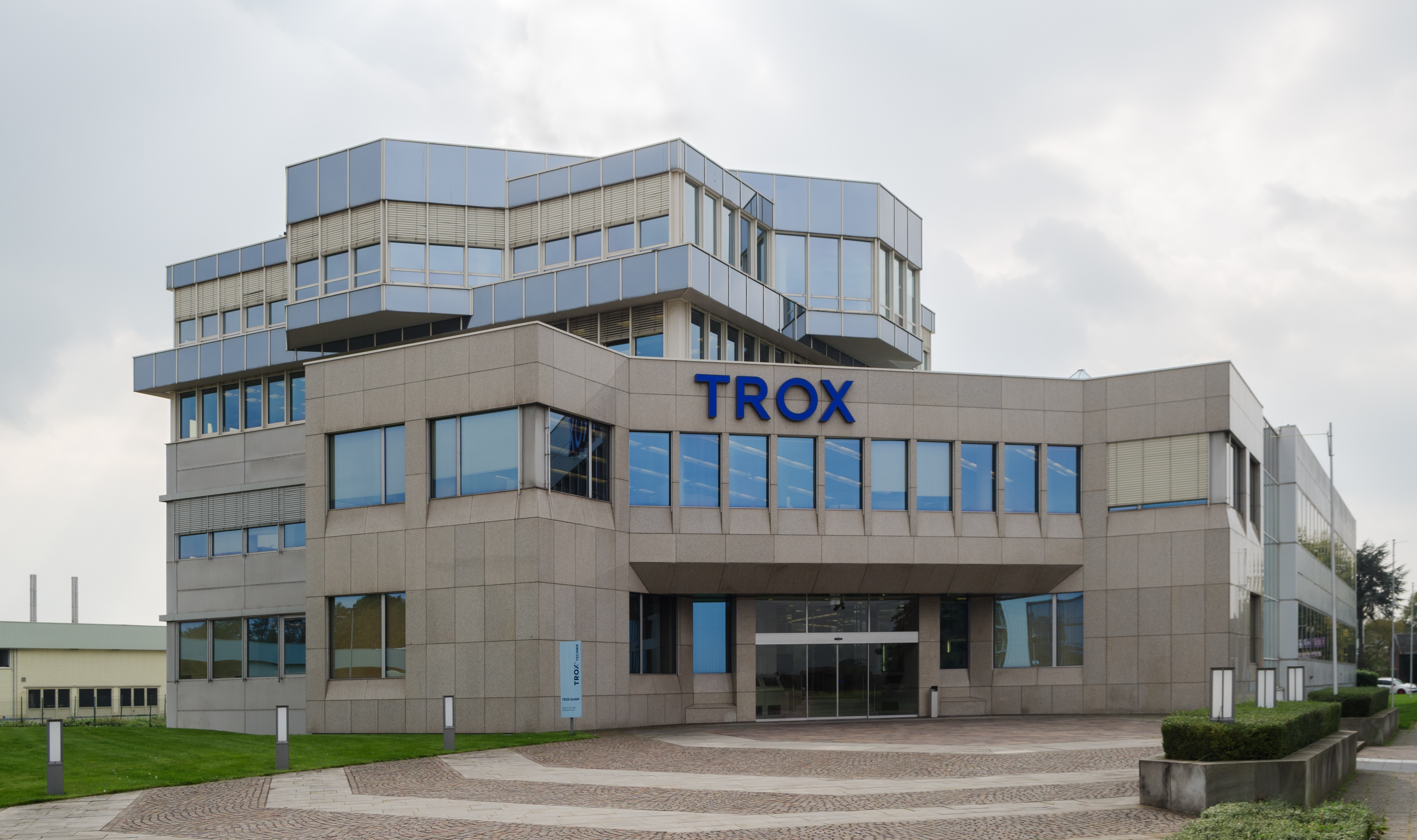
Unternehmenszentrale in Neukirchen-Vluyn (2014)

Die TROX SE ist ein 1951 gegründetes Unternehmen mit Sitz in Neukirchen-Vluyn (Kreis Wesel) im Westen des deutschen Bundeslandes Nordrhein-Westfalen. TROX ist ein Technologieführer in der Herstellung, Entwicklung und Vermarktung von Systemen und Komponenten zur Raumbelüftung und -klimatisierung. In dem Bereich Klima- und Lüftungskomponenten gilt das Unternehmen als Marktführer in Europa.
Die Gruppe erzielte nach eigenen Angaben aktuell einen Umsatz von mehr als 530 Millionen Euro und beschäftigt weltweit circa 4000 Mitarbeiter. Zur Gruppe gehören 31 Tochtergesellschaften in 29 Ländern mit 18 Produktionsstätten und elf Forschungs- und Entwicklungszentren. Auf einer Produktionsfläche von 185.000 m² werden Geräte, Komponenten und Systeme für raumlufttechnische Anlagen entwickelt und produziert. Wesentliche Produktbereiche betreffen die Luftaufbereitung (RLT-Geräte), die Luftführung und -verteilung (Luftdurchlässe und Volumenstromregelung), den Rauch- und Brandschutz (Brandschutz- und Entrauchungsklappen, Gebäudeventilatoren und Systeme), den Schallschutz und die Luftfilterung. Etwa 70 % des Umsatzes werden im Ausland erwirtschaftet. Die TROX GROUP ist zudem der größte Arbeitgeber Neukirchen-Vluyns (Stand: Oktober 2014).

## Geschichte
Im Jahre 1951 gründeten die Brüder Friedrich und Heinrich Trox ein Unternehmen zur Produktion von Luftdurchlässen, die Gebrüder Trox GmbH. Auf dem Privatgrundstück von Heinrich begann auf 110 m² die Produktion. Bereits zwei Jahre nach der Gründung übernahm Heinrich Trox die Anteile seines Bruders am Unternehmen und wurde alleiniger Inhaber. Als erstes Produkt brachten sie 1951 das Lüftungsgitter der Serie TS auf den Markt. Heute hält TROX über alle Produktbereiche Schutzrechte an mehr als 450 Eigenentwicklungen. 1954 beschäftigte TROX bereits 75 Mitarbeiter und es wurde mit dem Bau der Produktionsstätte und Verwaltung in Neukirchen-Vluyn begonnen. Im Jahre 1960 traten Heinrichs Söhne Heinz und Klaus Trox dem Unternehmen bei. Im gleichen Jahr wurde mit dem Aufbau eines eigenen Forschungs- und Entwicklungszentrums für die Akustik, den Brandschutz, die Filtertechnik, und die Strömungstechnik begonnen.
In den 1960er Jahren wurden die ersten Tochtergesellschaften im Ausland gegründet. 1968 bestellte Heinrich Trox, welcher zwei Jahre später starb, seine Söhne Heinz und Klaus zu Geschäftsführern. In den 1970er Jahren erreichte das Unternehmen die Marktführerschaft in Europa. Zudem wurde die Produktpalette in Richtung Luft-Wasser-Systeme, BUS-Systeme und Systeme für Laboratorien erweitert.
Klaus Trox verstarb 1988 und seitdem war Heinz Trox Hauptgesellschafter und bis 2001 Vorsitzender der Geschäftsführung. Bis zum 31. Dezember 2014 war er Vorsitzender des Aufsichtsrates der TROX GmbH, seit dem 1. Januar 2015 Ehrenvorsitzender des Aufsichtsrates der TROX GmbH. Heinz Trox starb am 1. Oktober 2015 im Alter von 81 Jahren. 1998 übernahm TROX die Hesco AG in der Schweiz und die Hesco GmbH in Deutschland.
Im Jahre 2000 übernahm TROX zudem die FSL, Fassaden System Lüftung aus Mannheim und erweiterte die Produktpalette so um dezentrale Lüftungssysteme. 2005 folgte die Übernahme des norwegischen Marktführers Auranor AS. Seit 2006 firmiert die ehemalige Gebrüder Trox GmbH als TROX GmbH und der weltweite Konzernverbund bezeichnet sich als TROX GROUP. 2011 erfolgt der Einstieg in Produktion und Verkauf von Raumlufttechnischen Geräten (RLT) und das Unternehmen wird Mitglied im Herstellerverband RLT-Geräte. Zum 1. Oktober 2012 übernimmt die TROX GmbH den Geschäftsbereich Gebäudeventilatoren der TLT-Turbo GmbH in Bad Hersfeld. Diese firmiert seitdem unter TROX TLT GmbH, seit November 2017 als TROX X-FANS GmbH. 2014 akquiriert TROX Teile der BSH Gruppe, die in den Ländern Österreich, Polen, Tschechien und Ungarn unter BSH Technik firmieren.
Im April 2025 erfolgte die Umfirmierung der TROX GmbH zur TROX SE. Der Wechsel in eine Societas Europaea (SE) unterstreicht die europäische Ausrichtung und internationale Expansion des Unternehmens.

## Tochtergesellschaften
Tochtergesellschaften ab 2000:
| Name des Unternehmens                             | Gründungsjahr/ Erwerbsjahr | Sitz                                  |
| ------------------------------------------------- | -------------------------- | ------------------------------------- |
| FSL GmbH & Co. KG                                 | 2000                       | Deutschland                           |
| TROX Air Conditioning Components Co., Ltd.        | 2001                       | China                                 |
| TROX Australia Pty Ltd.                           | 2002                       | Australien                            |
| Auranor Norge AS / heute: TROX Auranor Norge AS   | 2005                       | Norwegen                              |
| TROX Austria GmbH                                 | 2005                       | Bulgarien                             |
| TROX Holding S.L.                                 | 2005                       | Spanien                               |
| TROX Middle East (LLC)                            | 2006                       | Vereinigte Arabische Emirate          |
| TROX India Private Limited                        | 2007                       | Indien                                |
| TROX Argentina S.A.                               | 2007                       | Argentinien                           |
| TROX Austria GmbH                                 | 2008                       | Österreich                            |
| 000 TROX RUS                                      | 2008                       | Russland                              |
| TROX Turkey Teknik Klima Sanayi Ve TIC. LTD. STI. | 2010                       | Türkei                                |
| TROX Mexico S.A. de C.V.                          | 2010                       | Mexiko                                |
| TROX Nederland B.V.                               | 2011                       | Niederlande                           |
| Gebäudeventilatorenentwicklung und -fertigung     | 2012                       | Deutschland                           |
| TROX TLT GmbH / heute: TROX X-FANS GmbH           | 2012                       | Deutschland                           |
| TROX Arabia LLC                                   | 2013                       | Katar                                 |
| BSH Technik                                       | 2014                       | Österreich, Polen, Tschechien, Ungarn |
| TROX HGI GmbH                                     | 2017                       | Deutschland                           |